# 葉戈爾·菲利彭科
葉戈爾·菲利彭科（1988年4月10日—）是一位白俄羅斯足球運動員。在場上的位置是中後衛。他現在效力於以色列足球超级联赛球隊特拉維夫馬卡比。他也代表白俄羅斯國家足球隊參賽。